# Dust and Dreams
Dust and Dreams è l'undicesimo album in studio del gruppo rock progressivo britannico Camel, pubblicato nel 1991. Si tratta di un concept album ispirato al celebre romanzo Furore dello scrittore statunitense John Steinbeck.

## Tracce
Tutte le tracce sono state scritte da Andrew Latimer, eccetto dove indicato.
1. Dust Bowl – 1:54
2. Go West – 3:42
3. Dusted Out – 1:35
4. Mother Road – 4:15
5. Needles – 2:34
6. Rose of Sharon (Susan Hoover, Latimer) – 4:48
7. Milk n' Honey – 3:30
8. End of the Line (Hoover, Latimer) – 6:52
9. Storm Clouds – 2:06
10. Cotton Camp – 2:55
11. Broken Banks – 0:34
12. Sheet Rain – 2:14
13. Whispers – 0:52
14. Little Rivers and Little Rose – 1:56
15. Hopeless Anger – 4:57
16. Whispers in the Rain – 2:56

## Formazione

### Gruppo
- Andy Latimer – chitarra, flauto, tastiera, voce
- Colin Bass – basso
- Ton Scherpenzeel – tastiera
- Paul Burgess – batteria

### Altri musicisti
- David Paton – voce (in Rose of Sharon)
- Mae McKenna – voce (in Rose of Sharon)
- Don Harriss – tastiera
- Christopher Bock – batteria
- Neil Panton – oboe
- John Burton – corno francese
- Kim Venaas – armonica, timpani